# Fruchttauben
Die Fruchttauben (Treroninae) sind eine Unterfamilie der Tauben. 

## Merkmale
Die Fruchttauben haben einen gedrungenen Körperbau, einen kurzen, dicken Schnabel, kurze, kräftige Füße, mittellange Schwingen und einen kurzen, aus vierzehn Federn gebildeten, meist geraden, selten etwas keilförmig verlängerten Schwanz. Auffällig ist das an manchen Stellen lebhaft gefärbte Gefieder. Dieses unterscheidet sie von den meist grau gefärbten Arten der Unterfamilie Columbinae. 

## Verbreitung
Die Fruchttauben sind in den südlichen Regionen der Alten Welt verbreitet. Sie kommen sowohl in Afrika als auch im Südlichen Asien und in Australien sowie auf den Inseln des Pazifischen Ozeans vor.

## Lebensweise
Der Name „Fruchttauben“ deutet auf die Ernährung der Arten dieser Tauben-Unterfamilie hin. Sie leben auf Bäumen und ernähren sich meist ausschließlich von Früchten. Einige Arten haben zur Verdauung der Früchte spezielle Anpassungen des Magen-Darm-Traktes.

## Systematik und Taxonomie
Die unten dargestellten Gattungsliste repräsentiert die Unterfamilie Treroninae, wie sie als eine von fünf Unterfamilien der Tauben von Derek Goodwin aufgestellt wurde. Nach neuesten molekulargenetischen Untersuchungen wurden jedoch die Grüntauben (Gattung Treron) aus dieser Zusammenstellung ausgegliedert, um ein monophyletisches Taxon zu erhalten. Die Grüntauben bilden nun die Tribus Treronini. Die restlichen Fruchttauben mit Ausnahme der Braunen Fruchttauben bilden die Tribus Ptilinopini. Diese beiden Zweige werden zusammen mit anderen in der neu zusammengestellten Unterfamilie Raphinae vereint, zu der auch der ausgestorbene Dodo, (Raphus cucullatus) zählt.

## Arten
Die Fruchttauben (Treroninae) umfassen nach der bisher bestehenden Systematik 10 Gattungen:

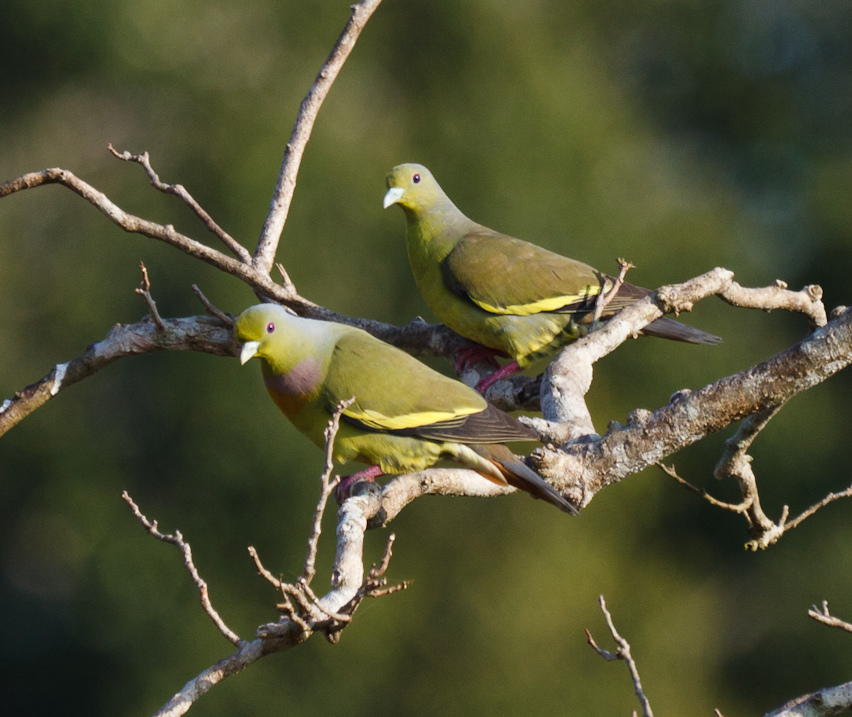
Bindengrüntauben auf Sri Lanka

- Grüntauben (Treron) (31 Arten, Stand: 15. Januar 2015)
  - Zimtkopf-Grüntaube (Treron fulvicollis)
  - Kleine Grüntaube (Treron olax)
  - Frühlingstaube (Treron vernans)
  - Bindengrüntaube (Treron bicincta)
  - Dickschnabel-Grüntaube (Treron curvirostra)
  - Graumasken-Grüntaube (Treron griseicauda)
  - Flores-Grüntaube (Treron floris)
  - Sumba-Grüntaube (Treron teysmannii)
  - Grüne Timortaube oder Timor-Grüntaube (Treron psittacea)
  - Große Grüntaube (Treron capellei)
  - Rotschulter-Grüntaube (Treron phoenicoptera)
  - Waaliagrüntaube (Treron waalia)
  - Madagaskar-Grüntaube (Treron australis)
  - Rotnasen-Grüntaube oder Nacktgesicht-Grüntaube (Treron calvus)
  - Pembagrüntaube (Treron pembaensis)
  - Sao-Thomè-Grüntaube (Treron sancithomae)
  - Spitzschwanz-Grüntaube (Treron apicauda)
  - Graubrust-Grüntaube (Treron delalandii)
  - Formosa-Grüntaube (Treron formosae)
  - Komoren-Grüntaube (Treron griveaudi)
  - Riukiu-Grüntaube (Treron permagnus)
  - Gelbbauch-Grüntaube (Treron oxyurus)
  - Weißbauch-Grüntaube (Treron seimundi)
  - Siebold-Grüntaube (Treron sieboldii)
  - Keilschwanz-Grüntaube (Treron sphenurus)

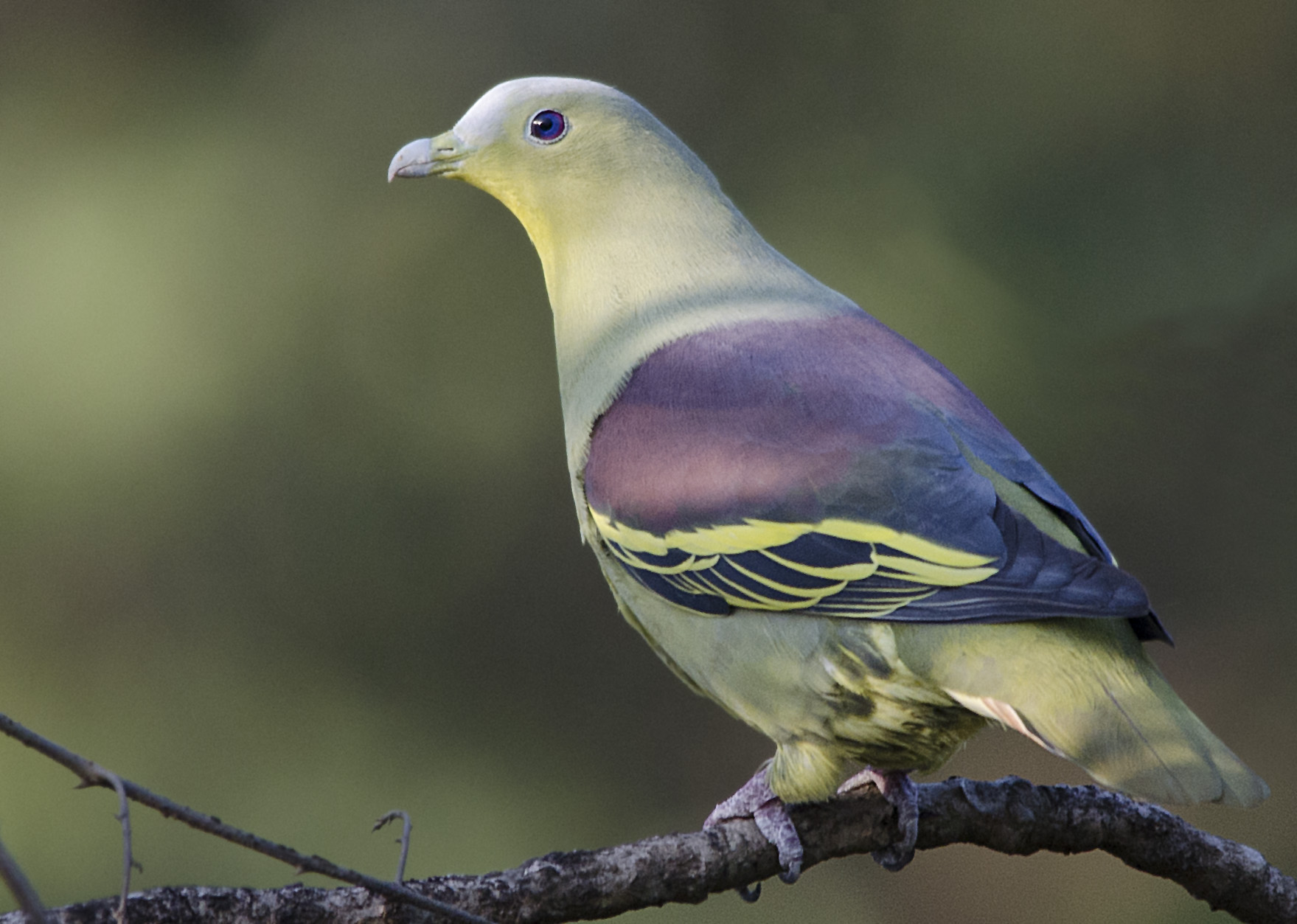
Graustirn-Pompadourtaube, Männchen

- Pompadourtauben (gehören ebenfalls zu den Grüntauben) 
  - Sri-Lanka-Pompadourtaube oder Andamanen-Grüntaube (Treron pompadora)
  - Andamanen-Pompadourtaube (Treron chloropterus)
  - Aschkopf-Pompadourtaube (Treron phayrei)
  - Graustirn-Pompadourtaube (Treron affinis)
  - Molukken-Pompadourtaube (Treron aromaticus)
  - Philippinen-Pompadourtaube (Treron axillaris)

- Braune Fruchttauben (Phapitreron) (8 Arten Stand: 15. Januar 2015)
  - Philippinen-Schwarzstrichtaube oder Ohrstreiftaube (Phapitreron leucotis)
  - Kurzschnabel-Ohrstreiftaube (Phapitreron brevirostris)
  - Cebutaube (Phapitreron frontalis)
  - Amethysttaube (Phapitreron amethystina)
  - Dunkelohrtaube oder Grauscheiteltaube (Phapitreron cinereiceps)
  - Westvisayataube (Phapitreron maculipectus)
  - Zimtstreifentaube (Phapitreron nigrorum)

- Blaue Fruchttauben (Alectroenas Gray, 1840)
  - Paradies-Fruchttaube (Alectroenas pulcherrima)
  - Madagaskar-Fruchttaube (Alectroenas madagascariensis)
  - Komoren-Fruchttaube (Alectroenas sganzini)
  - Mauritius-Fruchttaube (Alectroenas nitidissima)

- Flaumfußtauben (Ptilinopus)
  - Weißkopf-Flaumfußtaube (Ptilinopus cinctus)
  - Graubauch-Fruchttaube (Ptilinopus alligator)
  - Rotnacken-Flaumfußtaube (Ptilinopus dohertyi)
  - Rothals-Flaumfußtaube (Ptilinopus porphyreus)
  - Blutschwingen-Fruchttaube (Ptilinopus marchei)
  - Merrill-Fruchttaube (Ptilinopus merrilli)
  - Gelbbrust-Fruchttaube (Ptilinopus occipitalis)
  - Fischerfruchttaube (Ptilinopus fischeri)
  - Jambufruchttaube (Ptilinopus jambu)
  - Dunkelkinn-Fruchttaube (Ptilinopus subgularis)
  - Schwarzkehl-Fruchttaube (Ptilinopus leclancheri)
  - Scharlachbrust-Fruchttaube (Ptilinopus bernsteinii)
  - Langschwanz-Fruchttaube (Ptilinopus magnificus)
  - Rosaflecken-Fruchttaube (Ptilinopus perlatus)
  - Schmuckfruchttaube (Ptilinopus ornatus)
  - Silberfleck-Fruchttaube (Ptilinopus tannensis)
  - Gelbstirn-Fruchttaube (Ptilinopus aurantiifrons)
  - Goldschulter-Fruchttaube (Ptilinopus wallacii)
  - Prachtfruchttaube (Ptilinopus superbus)
  - Gilbflaumfußtaube (Ptilinopus perousii)
  - Rotscheitel-Fruchttaube (Ptilinopus porphyraceus)
  - Palau-Fruchttaube (Ptilinopus pelewensis)
  - Rarotonga-Fruchttaube (Ptilinopus rarotongensis)
  - Marianen-Fruchttaube (Ptilinopus roseicapilla)
  - Königsfruchttaube (Ptilinopus regina)
  - Salomonen-Fruchttaube (Ptilinopus richardsii)
  - Purpurkappen-Fruchttaube (Ptilinopus purpuratus)
  - Makateafruchttaube. (Ptilinopus chalcurus)
  - Tuamotufruchttaube (Ptilinopus coralensis)
  - Rotbauch-Fruchttaube (Ptilinopus greyii)
  - Langschnabel-Fruchttaube (Ptilinopus huttoni)
  - Weißkappen-Fruchttaube (Ptilinopus dupetithouarsii)
  - Rotbart-Fruchttaube (Ptilinopus mercierii)
  - Henderson-Fruchttaube (Ptilinopus insularis)
  - Lilakappen-Fruchttaube (Ptilinopus coronulatus)
  - Rotkappen-Fruchttaube (Ptilinopus pulchellus)
  - Blaukappen-Fruchttaube (Ptilinopus monacha)
  - Korallen-Flaumfußtaube (Ptilinopus rivoli)
  - Gelbbauch-Fruchttaube (Ptilinopus solomonensis)
  - Rotlatz-Fruchttaube (Ptilinopus viridis)
  - Weißkopf-Fruchttaube (Ptilinopus eugeniae)
  - Orangebauch-Fruchttaube (Ptilinopus iozonus)
  - Knopf-Flaumfußtaube (Ptilinopus insolitus)
  - Blaukopf-Fruchttaube (Ptilinopus hyogaster)
  - Karunkel-Fruchttaube oder Warzenfruchttaube (Ptilinopus granulifrons)
  - Schwarznacken-Fruchttaube (Ptilinopus melanospila)
  - Zwergfruchttaube (Ptilinopus nanus)
  - Negros-Fruchttaube (Ptilinopus arcanus)
  - Rote Fidschi-Flaumfußtaube (Ptilinopus victor)
  - Gelbe Fidschi-Flaumfußtaube (Ptilinopus luteovirens)
  - Gelbkopf-Fruchttaube (Ptilinopus layardi)

- Große Fruchttauben (Ducula)
  - Graukopf-Fruchttaube (Ducula poliocephala)
  - Große Celebes-Fruchttaube (Ducula forsteni)
  - Große Mindoro-Fruchttaube (Ducula mindorensis)
  - Celebes-Bindenschwanz-Fruchttaube (Ducula radiata)
  - Gefleckte Fruchttaube (Ducula carola)
  - Bronzefruchttaube (Ducula aenea)
  - Weißaugen-Fruchttaube (Ducula perspicillata)
  - Molukken-Bronzefruchttaube (Ducula concinna)
  - Tongafruchttaube (Ducula pacifica)
  - Karolinen-Fruchttaube (Ducula oceanica)
  - Tahiti-Fruchttaube (Ducula aurorae)
  - Marquesas-Fruchttaube (Ducula galeata)
  - Rotwarzen-Fruchttaube (Ducula rubricera)
  - Schwarzkopf-Fruchttaube (Ducula myristicivora)
  - Graue Fruchttaube (Ducula pistrinaria)
  - Dunkle Fruchttaube (Ducula whartoni)
  - Sundafruchttaube (Ducula rosacea)
  - Graue Inselfruchttaube (Ducula pickeringii)
  - Halmaherafruchttaube (Ducula basilica)
  - Rotschwanz-Fruchttaube (Ducula rufigaster)
  - Finsch-Fruchttaube (Ducula finschii)
  - Rotbauch-Bergfruchttaube (Ducula chalconota)
  - Peales-Fruchttaube (Ducula latrans)
  - Braunbauch-Fruchttaube (Ducula brenchleyi)
  - Baker-Fruchttaube (Ducula bakeri)
  - Riesenfruchttaube (Ducula goliath)
  - Nacktaugen-Fruchttaube (Ducula pinon)
  - Schwarze Fruchttaube (Ducula melanochroa)
  - Schwarzkragen-Fruchttaube (Ducula mullerii)
  - Gebänderte Fruchttaube (Ducula zoeae)
  - Gebirgsfruchttaube (Ducula badia)
  - Schwarzrücken-Fruchttaube (Ducula lacernulata)
  - Schieferrücken-Fruchttaube (Ducula cineracea)
  - Zweifarben-Fruchttaube (Ducula bicolor)
  - Elsterfruchttaube (Ducula luctuosa)
  - Fleckenfruchttaube (Ducula spilorrhoa)
  - Gelbe Fruchttaube (Ducula subflavescens)
  - Ducula harrisoni

- Bergtauben (Gymnophaps)
  - Albertistaube (Gymnophaps albertisii)
  - Langschwanz-Bergtaube (Gymnophaps mada)
  - Blasse Bergtaube (Gymnophaps solomonensis)

- Hauben-Fruchttaube (Lopholaimus antarcticus)

- Maori-Fruchttaube (Hemiphaga novaeseelandiae)

- Fleckenbauch-Fruchttaube (Cryptophaps poecilorrhoa)

- Spaltschwingentaube (Drepanoptila holosericea)